# Immunocytochimie
L’immunocytochimie est une méthode d’analyse des cellules in situ par une technique d’immunofluorescence.
Une technique immunochimique dont l'échantillon est une préparation cytologique.

## Principe
L'immunocytochimie permet de révéler et cibler une molécule biologique à l’échelle cellulaire depuis des anticorps spécifiques. Pour mettre en évidence ce complexe antigène-anticorps, on peut schématiser très simplement cette réaction, par :
- d’un côté, l’antigène que l’on veut localiser :
- et l’anticorps primaire spécifique, qui va se fixer sur l’antigène (s'il le trouve).

## Matériel
- Western Blot
- Microscope électronique à transmission.
- Microscope à fluorescence

est une technique qui rend possible la localisation des particules virales après leur reconnaissance par un anticorps qui leur est spécifique